# Nottingham Challenge
Il Nottingham Challenge, noto come AEGON Nottingham Challenge per ragioni di sponsorizzazione, è stato un torneo professionistico di tennis giocato sull'erba, facente parte dell'ATP Challenger Tour e dell'ITF Women's Circuit. Si è giocato annualmente dal 2011 al 2014 a Nottingham, nel Regno Unito.

## Albo d'oro

### Singolare maschile
| Anno | Campione      | Finalista       | Punteggio        |
| ---- | ------------- | --------------- | ---------------- |
| 2014 | Nick Kyrgios  | Samuel Groth    | 7–6(3), 7–6(7)   |
| 2013 | Steve Johnson | Ruben Bemelmans | 7–5, 7–5         |
| 2012 | Grega Žemlja  | Karol Beck      | 7–6(3), 4–6, 6–4 |
| 2011 | Dudi Sela     | Jérémy Chardy   | 6–4, 3–6, 7–5    |

### Doppio maschile
| Anno | Campioni                              | Finalisti                            | Punteggio              |
| ---- | ------------------------------------- | ------------------------------------ | ---------------------- |
| 2014 | Rameez Junaid Michael Venus           | Ruben Bemelmans Gō Soeda             | 4–6, 7–6(1), [10–6]    |
| 2013 | Sanchai Ratiwatana Sonchat Ratiwatana | Purav Raja Divij Sharan              | 7–6(5), 6(3)–7, [10–8] |
| 2012 | Olivier Charroin Martin Fischer       | Evgenij Donskoj Andrej Kuznecov      | 6–4, 7–6(6)            |
| 2011 | Rik De Voest Adil Shamasdin           | Treat Conrad Huey Izak van der Merwe | 6–3, 7–6(9)            |

### Singolare femminile
| Anno | Campionessa        | Finalista        | Punteggio   |
| ---- | ------------------ | ---------------- | ----------- |
| 2014 | Jarmila Gajdošová  | Timea Bacsinszky | 6–2, 6–2    |
| 2013 | Elena Baltacha (2) | Tadeja Majerič   | 7–5, 7–6(7) |
| 2012 | Ashleigh Barty     | Tatjana Maria    | 6–1, 6–1    |
| 2011 | Elena Baltacha (1) | Petra Cetkovská  | 7–5, 6–3    |

### Doppio femminile
| Anno | Campionessa                       | Finaliste                           | Punteggio           |
| ---- | --------------------------------- | ----------------------------------- | ------------------- |
| 2014 | Jarmila Gajdošová Arina Rodionova | Verónica Cepede Royg Stephanie Vogt | 7–6(0), 6–1         |
| 2013 | Julie Coin Stéphanie Foretz Gacon | Julia Glushko Erika Sema            | 6–2, 6–4            |
| 2012 | Ashleigh Barty Sally Peers        | Réka-Luca Jani Maria João Koehler   | 7–6(2), 3–6, [10–5] |
| 2011 | Eva Birnerová Petra Cetkovská     | Regina Kulikova Evgenija Rodina     | 6–3, 6–2            |